# تسهیلات مبادله چندجانبه
تسهیلات مبادله چند جانبه (multilateral trading facility (MTF)) یک اصطلاح مقرراتی اروپایی برای یک بورس خود تنظیم است. این نوع بازارها گزینه‌های جایگزین برای بورس‌های سنتی هستند که در آن بازار اوراق بهادار، به‌طور معمول با استفاده از سیستم‌های الکترونیکی بازارگردانی می‌شود. این مفهوم در دستورالعمل بازارهای ابزارهای مالی (MiFID) معرفی شد، که دستورالعمل اتحادیه اروپا برای هماهنگی و یکپارچگی بازارهای بورس اروپا و حمایت از سرمایه‌گذاران خرد و اجازه به شرکت‌های سرمایه‌گذاری برای ارائه خدمات در سراسر اتحادیه اروپا به‌شمار می‌شود.
ماده 4 (15) MiFID تسهیلات مبادله چندجانبه را به عنوان سیستم چند جانبه توصیف می کند، که توسط یک شرکت سرمایه‌گذاری یا یک اپراتور بازار اداره می‌شود، چندین شخص ثالث که به خرید و فروش سهام از طریق ابزارهای مالی می‌پردازند را - در سیستم و مطابق با قوانین غیرتبعیضی - به گونه ای گردهم می‌آورد که منجر به عقد قرارداد شود. اصطلاح «قوانین غیر تبعیضی» به این معنی است که شرکت سرمایه‌گذاری که دارای تسهیلات مبادله چندجانبه است، هیچ اختیاری در رابطه با تعامل منافع ندارد. منافع با تشکیل قرارداد جمع می‌شوند و اجرای آن طبق قوانین سیستم یا با استفاده از پروتکل‌های سیستم یا رویه‌های عملیاتی داخلی صورت می‌گیرد.
تسهیلات مبادلات تجاری چند جانبه را می‌توان توسط یک اپراتور بازار یا یک شرکت سرمایه‌گذاری اداره کرد در حالی که عملکرد یک بازار تنظیم شده یک سرویس سرمایه‌گذاری محسوب نمی‌شود و فقط توسط اپراتورهای بازار مجاز به انجام این کار انجام می‌شود. معادل آمریکایی این مفهوم سیستم معاملات جایگزین است.